# روبن دوق
روبن دوق هي ممثلة كندية، ولدت في 13 مارس 1954 في كندا.

## أعمال

### أفلام
- (1993) يوم جراوندهوج[5]

## وصلات خارجية
- روبن دوق على موقع IMDb (الإنجليزية)
- روبن دوق على موقع ألو سيني (الفرنسية)
- روبن دوق على موقع أول موفي (الإنجليزية)
- روبن دوق على موقع قاعدة بيانات الأفلام السويدية (السويدية)
- روبن دوق على موقع قاعدة بيانات الفيلم (الإنجليزية)
- روبن دوق على موقع كينوبويسك (الروسية)